# 新宿骚乱
新宿骚乱（日语：／）是1968年10月21日发生于東京都新宿区的日本新左翼暴動事件。该事件发生在纪念国际反战日，即向五角大楼进军一周年的大规模示威活动中。共有80多万日本左翼活动家，包括越平联、工会会员和同样参与1968年至1969年日本大学抗议活动的激进学生团体，在日本各地进行了各种示威和抗议活动。他们通过占领新宿车站，破坏火车的正常运输以表达他们对日本政府支持美国领导的越南战争的不赞成。

## 背景
10月21日国际反战日，各地都有反战運動团体举行反越战集会。新左翼各派以1967年8月8日新宿站发生美军航空煤油罐车爆炸事故为由，计划在新宿站发起暴动，定名「新宿美罐斗争」（新宿米タン闘争）。他们事前便鼓动说「管他骚不骚扰罪，斗争吧」，做好了干犯骚扰罪的心理准备，而事实上骚扰罪（现騒乱罪）最后也的确适用了。
20日，即事件发生前一天，越平联、国際文化会議等组织在车站东口举行合法的街頭時局講演会，小田实等人在会上抗议战争。而新左翼中核派、社学同、马列派此前已在10月8日「羽田闘争一周年」集会後闯入新宿站内阻拦燃油罐车开出，144人被逮捕，新宿骚乱为此事件后该站第二次骚乱。

## 经过
1968年10月21日，中核派、马列派、第四国际在明治公園及日比谷野外音乐堂举行集会，之后约2000人持方木于新宿站集结，和機動隊爆发冲突。
晚上9時左右，示威人群在新宿站東口广场召开誓师大会后，再次冲入车站。他们拆下列车坐席纵火，焚烧车站南口，又不停向停車中的列车和信号機等车站设施投掷石块。
凑热闹者逐渐增加至2万人，数倍于示威者，骚乱扩大，车站遭破坏。连接新宿站的国铁等交通瘫痪，约150万乘客受影响，包括通勤、通学人群。
日本政府于次日10月22日0時15分决定对参与者适用骚扰罪，逮捕743人。列车服务直至上午10時方至重开。一年后的1969年10.21国际反战日斗争亦有新左翼学生数百人冲入车站进行破坏行动。

## 其他
声优若本規夫当年为警察機動隊員，曾在機動隊最前線处理此事。

## 脚注
1. ↑  虽然取名“国际”，但是仅存在于日本。

## 引用
1. ↑  Schieder 2021，第123頁.
2. ↑  Fuse 1969，第333頁.
3. ↑  Andrews 2016，第113頁.
4. ↑  . . . 2010-10-14  [2013-12-19 15:45]. （原始内容存档于2020-12-02）.